# Biserica Adormirea Maicii Domnului din Meseșenii de Sus
Biserica Adormirea Maicii Domnului din Meseșenii de Sus este un monument istoric aflat pe teritoriul satului Meseșenii de Sus (până în 1968 Cățălul), comuna Meseșenii de Jos. În Repertoriul Arheologic Național, monumentul apare cu codul 142113.07.
Lăcașul a fost construit în anul 1785 ca biserică greco-catolică, în cadrul Eparhiei de Oradea Mare.
La recensământul din 1930 localitatea număra 1.616 locuitori, din care 1.573 greco-catolici (97,33%), 28 mozaici (1,73%) ș.a.